# Robert L. Holmes
Robert L. Holmes (* 28. Dezember 1935) ist ein US-amerikanischer emeritierter Professor für Philosophie an der Universität Rochester und Experte für die Themen Frieden und Gewaltlosigkeit. Er ist spezialisiert auf Ethik, Sozialphilosophie und politische Philosophie. Er hat zahlreiche Artikel und mehrere Bücher geschrieben und wurde zu Vorträgen auf nationalen und internationalen Konferenzen eingeladen.
Emeritierter Professor für Philosophie an der University of Rochester

Link zum Bild

## Leben und Wirken
Robert L. Holmes wuchs im nördlichen Bundesstaat New York bei seinen Eltern auf, die starben, als er noch Teenager war. Er machte 1953 seinen Abschluss an der Watertown High School, nachdem er als Präsident des Schülerrates, Herausgeber der Schulzeitschrift und Kapitän einer Laufmannschaft fungiert hatte. Außerdem studierte er zehn Jahre lang klassisches Klavier am Watertown Conservatory of Music und gewann mehrere Preise bei Wettbewerben in New York City, Kanada und Washington D. C.
Holmes erwarb einen Bachelor-Abschluss an der Harvard University (Philosophie Cum Laude, 1957) und einen M.A./Ph.D. in Philosophie von der University of Michigan (1961). Seine Diplomarbeit mit Auszeichnung war „Platons Gotteskonzept“ und seine Dissertation befasste sich mit „John Deweys Ethik im Licht der zeitgenössischen metaethischen Theorie“.

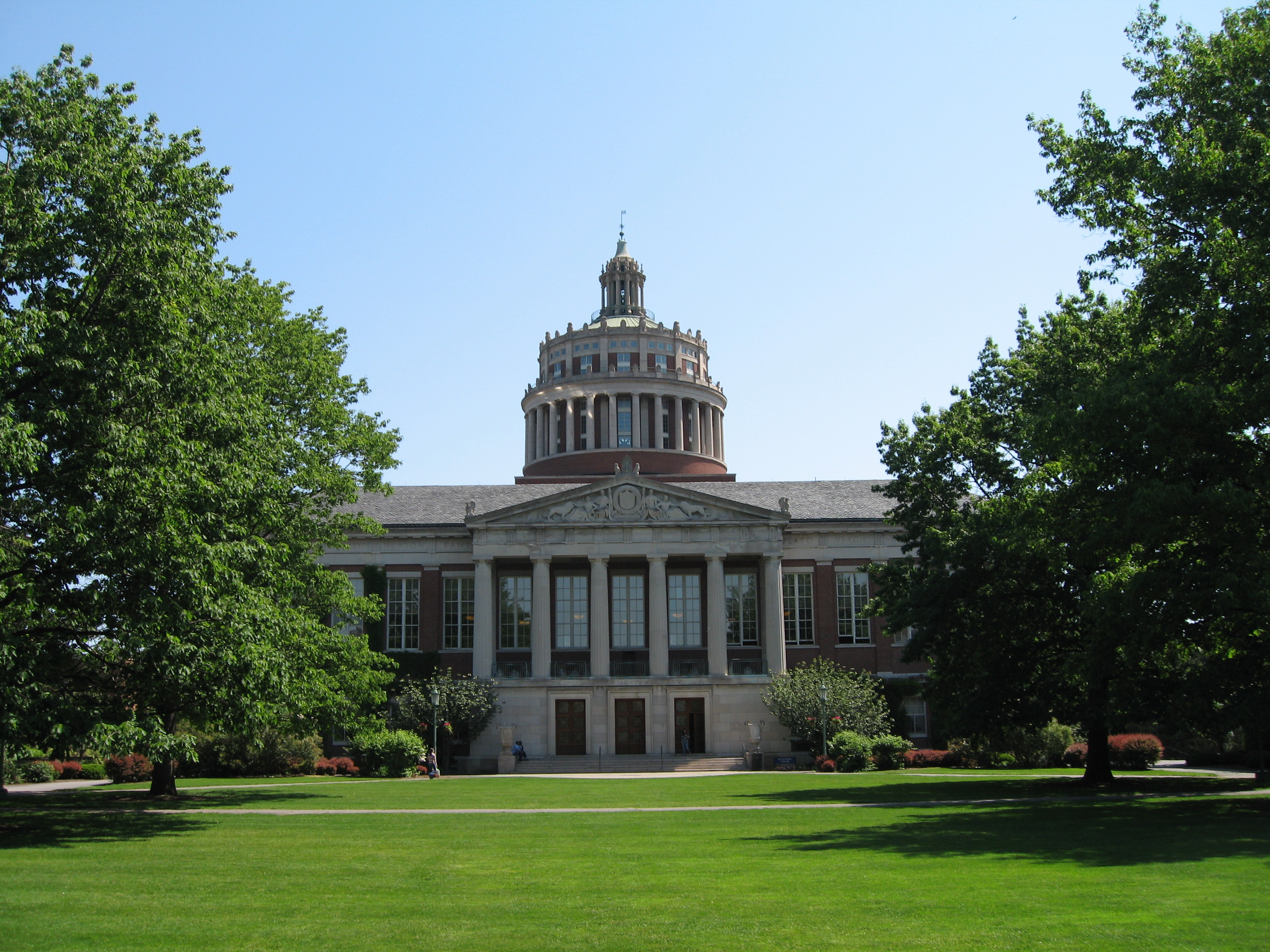
Die Rush Rhees Library an der University of Rochester, vom Eastman Quadrangle aus gesehen

Holmes trat 1962 der Fakultät der University of Rochester bei. Er war mehrere Jahre lang (1972 und 1980–1981) Interimsvorsitzender des Instituts für Philosophie an der Universität Rochester. 1976 erhielt er ein Stipendium am National Humanities Institute der Yale University. Anschließend wurde er 1982 zum Senior Fulbright Lecturer an der Moskauer Staatsuniversität ernannt. Außerdem war er 1993 als Faculty Fellow am Kroc Institute for International Peace Studies der University of Notre Dame tätig. 1998 wurde Holmes auf den neu eingerichteten Rajiv Gandhi-Lehrstuhl für Frieden und Abrüstung an der Jawaharlal Nehru University in New Delhi (Indien) berufen, wo er die Ausrichtung des Lehrstuhls für Lehre und Forschung prägte.
Während seiner Tätigkeit als Dozent an der Universität von Rochester wurden seine Vorlesungen sowohl von Studenten der Geistes- als auch der Naturwissenschaften stets mit Spannung erwartet. Er erhielt 2001 den Edward Peck Curtis Award for Undergraduate Teaching und 2006 den Professor of the Year Award in Humanities. Bei der Einberufungszeremonie 2007 wurde Holmes mit dem Goergen Award for Distinguished Achievement and Artistry in Undergraduate Teaching ausgezeichnet. Darüber hinaus ist Holmes dafür bekannt, einer der wenigen Professoren zu sein, die jedes Jahr beste Bewertungen erhalten, seit die Universität 2001 mit den Bewertungsdiensten für Studenten begann.
Im Laufe seiner mehr als vierzigjährigen akademischen Karriere hatte Holmes verschiedene wissenschaftliche Positionen inne, darunter: Fulbright Fellow an der Moscow State University und Gastprofessor an der Notre Dame, dem Hamilton College und Dozent an der University of Texas at Austin. Darüber hinaus fungierte er als Herausgeber der philosophischen Zeitschrift Public Affairs Quarterly (1995–1999) und war Mitglied im Redaktionsausschuss von Social Theory and Practice (1975–1995) und The Acorn: Journal of the Gandhi-King Society (1990–2003) bei und war Mitglied im nationalen Vorstand der Fellowship of Reconciliation. Er war außerdem langjähriger Berater des Undergraduate Philosophy Council der University of Rochester. 1992 war er auch Präsident der Berufsorganisation Concerned Philosophers for Peace, das sich um die Verbesserung der internationalen Verständigung und des Friedens durch wissenschaftliche Analyse der Kriegsursachen bemüht.
Holmes ist Autor mehrerer umfassender Texte zum Thema Moralphilosophie. Zu seinen Veröffentlichungen gehört eine 1968 mit Lewis White Beck, einem bekannten Gelehrten der Kantischen Ethik, durchgeführte Zusammenarbeit (Philosophical Inquiry: An Introduction to Philosophy). Anschließend war er 2001 Mitautor des Buches Kant’s Legacy: Essays in Honor of Lewis White Beck mit einem Essay zum Thema „Konsequentialismus und seine Folgen“. Er war 2005 auch Mitautor einer Arbeit mit Barry L. Gan – Direktor des Zentrums für Gewaltfreiheit am St. Bonaventure University („Gewaltfreiheit in Theorie und Praxis“). Darüber hinaus hat er zahlreiche Artikel in mehreren wissenschaftlichen Fachzeitschriften veröffentlicht, darunter: Analysis, Ethic, International Philosophical Quarterly, Journal of Medicine and Philosophy, Journal of Value Inquiry, Mind, The Monist, The Philosophical Forum und The Review of Metaphysics.
Holmes ist derzeit emeritierter Professor an der University of Rochester, unterrichtet jedoch keine Studenten mehr auf dem Campus.

## Moralphilosophie
Im Laufe der letzten vierzig Jahre hat Holmes mehrere miteinander verbundene moralische Dilemmata der Moderne angesprochen, darunter Terrorismus, nukleare Abschreckung und bewaffnete Konflikte im Allgemeinen. In seinem Buch On War and Morality (1989) bietet er eine philosophische Verteidigung des Pazifismus und seiner Anwendung in einer Welt, die trotz ihres Festhaltens an der Aufrechterhaltung der Prinzipien der Atomwaffen immer wieder von Ausbrüchen internationaler Gewalt geplagt wird (Abschreckung und Gleichgewicht des Schreckens (MAD) seit Beginn des Kalten Krieges). Holmes lehnt es ab, sich auf solch irrationale Prinzipien zu verlassen, und weist sie als moralisch falsch zurück. Stattdessen vertritt er eine Form des „moralischen Personalismus“, die auf der Maxime basiert, dass jede verständliche Moraltheorie ein dauerhaftes Interesse am Leben und Wohlergehen aller Menschen beinhalten muss. Seiner Ansicht nach ist Gewalt eine Form der Aufhebung dieser Maxime, die auf den ersten Blick falsch ist und dass „Gerechter Krieg“ im Allgemeinen für die Aufgabe, eine solche moralische Vermutung zu überwinden, ungeeignet ist.
Holmes bietet einen systematischen kritischen Überblick über die beiden großen Denkschulen, die den Anspruch erheben, die Kriegsführung in der modernen Welt zu verteidigen. Zur ersten Gruppe gehören die „positivistischen Realisten“, die behaupten, dass Konzepte von „richtig“ oder „falsch“ in internationalen Angelegenheiten irrelevant seien, und die „normativen Realisten“, die behaupten, dass moralische Erwägungen bei der Bestimmung der Außenpolitik keine Rolle spielen dürften. Holmes weist Letzteres zurück, indem er feststellt, dass sie die Geschichte des 20. Jahrhunderts falsch verstanden haben, indem sie behaupteten, der Wilsonsche Idealismus habe unweigerlich zum Ausbruch des Zweiten Weltkriegs geführt und Moral mit Moralismus verwechselt.
In der zweiten Gruppe identifiziert Holmes die Verteidiger der Theorien des gerechten Krieges. Holmes weist ihre Versuche, die Tötung unschuldiger Menschenleben zur Rettung anderer unschuldiger Menschenleben zu rechtfertigen, als moralisch ungerechtfertigt zurück, da sowohl das Töten als auch jeder Aufruf zur Gewalt von vornherein moralisch ungerechtfertigt sind, ungeachtet der aus der Tat resultierenden Konsequenzen. Selbst wenn ein Krieg gemäß den Maßstäben des ius ad ballo („Recht zum Krieg“) oder des ius in bello („Recht im Krieg“) als „gerecht“ angesehen wird, kann er aufgrund der organisierten Gewalt, die er hervorruft, möglicherweise nicht als moralisch akzeptabel angesehen werden.
Vor diesem Hintergrund skizziert Holmes ein vierstufiges Argument, um die Ansicht zu untermauern, dass Kriegsführung selbst im Kontext der modernen Weltbedingungen ungerechtfertigt ist. Zunächst stellt er fest, dass Kriege im Allgemeinen nicht gerechtfertigt sein können, wenn die Mittel zur Kriegsführung für sich genommen auch moralisch ungerechtfertigt sind. Zweitens behauptet er, dass die moderne Kriegsführung naturgemäß unweigerlich die Tötung unschuldiger Menschen mit sich bringt. Drittens bestreitet er, dass die Vermutung gegen die Tötung unschuldiger Menschen durch Bedingungen im Zusammenhang mit der Kriegsführung außer Kraft gesetzt werden kann. Schließlich identifiziert er Gewaltlosigkeit als Verkörperung einer tragfähigen Alternative zur Kriegsführung. Konkret skizziert er einen Gandhischen Ansatz zur Konfliktlösung, der die Nutzung gegenseitiger Zugeständnisse ablehnt, um eine vorläufige oder vorübergehende Pattsituation zwischen den Kriegsparteien zu erreichen. Dies wird durch einen Prozess der aktiven Friedensschaffung durch Verhandlungen ersetzt, die für alle am Konflikt beteiligten Parteien zu gegenseitigem Fortschritt führen. Zusammengenommen legen diese Argumente nahe, dass ein Aufruf zur Gewaltlosigkeit auch in der modernen Welt eine praktikable ethische Alternative darstellt.
In seinem neueren Buch „Pacifism: A Philosophy of Nonviolence“ bietet Holmes eine Ergänzung zu der oben dargestellten Analyse. Hier geht Holmes über philosophische Überlegungen hinaus, wie man am besten zwischen gerechten Kriegen und insbesondere ungerechten Kriegen unterscheiden kann. Stattdessen präsentiert er eine Analyse einer eher „grundlegenden moralischen Frage“ und untersucht die allgemeine Frage, ob Krieg jemals moralisch zulässig ist. Dies wird erreicht, indem das Konzept der Kriegsführung aus einer globaleren Perspektive untersucht wird, anstatt sich hauptsächlich auf die besonderen subjektiven Wahrnehmungen von „gerechten“ oder „ungerechten“ Ergebnissen zu konzentrieren, die unter den Kombattanten vorherrschen können. Vor diesem Hintergrund bietet er einen kritischen Überblick über die „Konstellation sozialer, politischer, wirtschaftlicher, religiöser und ethischer Werte und Praktiken“, die erforderlich sind, um im Laufe der Zeit systematisch Krieg zu führen. Abschließend argumentiert er, dass eine Prima-facie-Vermutung gegen Kriegsführung im Allgemeinen in der Neuzeit aufgrund einer Vielzahl von Faktoren hinreichend überzeugend ist, darunter: die Tötung von Unschuldigen und Nicht-Unschuldigen gleichermaßen, die unvermeidliche Vertreibung großer Bevölkerungsgruppen usw. der unvermeidliche Schaden, der langfristig sowohl dem Tierleben als auch der Umwelt zugefügt wird. Einfacher ausgedrückt: „Um ein pragmatischer Pazifist zu sein, muss man nur davon ausgehen, dass die groß angelegte, organisierte und systematische Kriegsgewalt in der heutigen Welt unzulässig ist.“

## Veröffentlichungen

### Bücher (Auswahl)
- Basic Moral Philosophy.[50][51]
- Introduction to Applied Ethics.[52]
- Kant’s Legacy: Essays in Honor of Lewis White Beck. Hrsg.: Predrag Cicovacki. Contributor: Robert L. Holmes: Consequentialism and its Consequences.[53]
- mit Barry L. Gan: Nonviolence in Theory and Practice.[54]
- On War and Morality.[55][56]
- mit Lewis White Beck: Philosophic Inquiry: An Introduction to Philosophy.[57]
- Pacifism: A Philosophy of Nonviolence.[58]
- The Ethics of Nonviolence - Essays by Robert L. Holmes. Hrsg.: Predrag Cicovacki, Bloomsbury, books.google.com[59][60][61]
- The Augustinian Tradition Editor: Gareth B. Matthews. Contributor: Robert L. Holmes - "St. Augustine and the Just War Theory"[62]

### Zeitschriftenartikel (Auswahl)
Zu den von Experten begutachteten Artikeln, die von Robert L. Holmes veröffentlicht wurden, gehören:
- The Metaethics of Pacifism and Just War. In: Philosophical Forum Quarterly. 2015, S. 2–15.[23]
- Just War: Principles and Causes. In: International Philosophical Quarterly. 1997, S. 483–484.[64]
- The Limited Relevance of Analytical Ethics to the Problems of Bioethics. In: The Journal of Medicine and Philosophy. 1990, S. 143–159.[65]
- Is Morality a System of Hypothetical Imperatives? In: Analysis. 1974, S. 96–100.[66]
- University Neutrality and ROTC. In: Ethics. 1973, S. 177.[67]
- John Dewey’s Social Ethics. In: The Journal of Value Inquiry. 1973, S. 274–280.[68]
- John Deweys Moral Philosophy in Contemporary Perspective. In: The Review of Metaphysics. 1966, S. 42–70.[69]
- The Development of John Dewey’s Ethical Thought. In: The Monist. 1964, S. 392–406.[70]
- The Case Against Ethical Naturalism. In: Mind. 1964, S. 291–295[71]